# Валтер Прагер
Валтер Прагер (на немски: Walter Prager) е швейцарски скиор и швейцарско-американски треньор по алпийски ски.
Той е първият световен шампион в историята на алпийските ски в дисциплината спускане, след като побеждава в Първото световно първенство в Мюрен през 1931 г. На следващото световно първенство в Инсбрук през 1933 г. отново печели златния медал в дисциплината спускане.
По-късно работи като ски треньор в отбора „Дартмут ски тийм“ (Dartmouth Ski Team) в САЩ. По време на Втората световна война Прагер е в състава на 10-а планинска дивизия на американската армия. На зимните олимпийски игри през 1948 г., проведени в Санкт Мориц, Швейцария, е треньор на ски отбора на САЩ.